# ثریا ملتانیکر
ثریا ملتانیکر (اردو: ثُریّا مُلتانِیکر؛ زادهٔ ۱۹۴۰) خواننده موسیقی فولک معاصر است. وی از سال ۱۹۵۵ میلادی تاکنون مشغول فعالیت بوده‌است.